# Jacques Heuclin

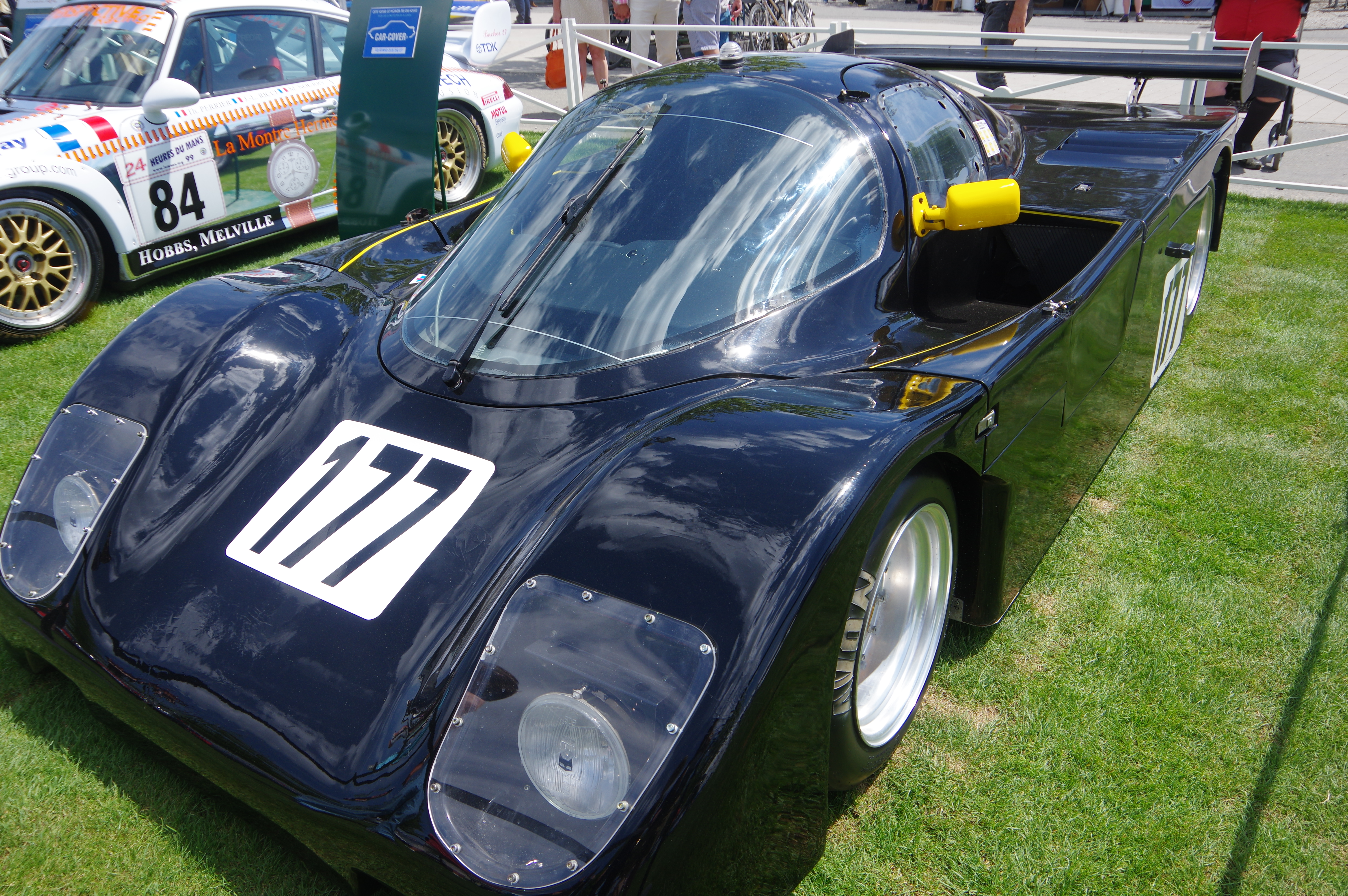
Der ALD 03 mit dem Jacques Heuclin beim 24-Stunden-Rennen von Le Mans 1987 am Start war

Jacques Georges Heuclin (* 10. Juli 1946 in Paris; † 31. Oktober 2007 in Pontault-Combault) war ein französischer Autorennfahrer und Politiker.

## Politiker
Nach dem Besuch der Grundschule in Pontault-Combault und des Gymnasiums in Le Perreux-sur-Marne begann Heuclin Ende der 1960er-Jahre in einem Unternehmen für Design als Controller zu arbeiten. Ab 1968 engagierte er sich politisch und schloss sich der Parti socialiste unifié an, deren damaliger Vorsitzender Michel Rocard war.
In den folgenden Jahrzehnten hatte Jacques Heuclin unterschiedliche politische Ämter inne. Viermal, 1983, 1989, 1995 und 2001, wurde er zum Bürgermeister von Pontault-Combault gewählt: zwei Jahre lang bekleidete er dieses Amt auch in Combs-la-Ville. Von 1986 bis 1997 gehörte er dem Conseil régional d'Île-de-France an und von 1991 bis 1993 sowie von 1997 bis 2002 war er Mitglied der französischen Nationalversammlung.
Jacques Heuclin war Freimaurer im Grand Orient de France. Er starb im Oktober 2007 an den Folgen einer Lungenentzündung.

## Karriere im Motorsport
1971 begann Jacques Heuclin als Amateur mit dem Motorsport. Erste Einsätze hatte er bei nationalen Tourenwagenrennen. In den 1980er-Jahren wurden die Aktivitäten professioneller. 1981 fuhr er sein erstes 24-Stunden-Rennen von Le Mans, wo er zwar ins Ziel kam, aber wegen zu geringer zurückgelegter Distanz nicht in die Wertung. In den folgenden Jahren war er immer wieder in Le Mans am Start und engagierte sich auch in der Interserie. 1983 bestritt er einen Wertungslauf zur Deutschen Rennsport-Meisterschaft und erreichte 1987 mit dem elften Endrang seine erste Platzierung im Schlussklassement von Le Mans. Seit 1986 bestritt er Sportwagenrennen für das kleine Rennteam seines Freundes, des Rennwagenkonstrukteurs und Fahrers Louis Descartes.
Die letzten Jahre seiner Karriere verbrachte er in der französischen Tourenwagen-Meisterschaft, ehe er 2003 aus gesundheitlichen Gründen seine Karriere beenden musste.

## Statistik

### Le-Mans-Ergebnisse
| Jahr | Team                        | Fahrzeug     | Teamkollege     | Teamkollege      | Platzierung     | Ausfallgrund     |
| ---- | --------------------------- | ------------ | --------------- | ---------------- | --------------- | ---------------- |
| 1981 | Compagnie Primagaz          | Lola T298    | Pierre Yver     | Michel Dubois    | nicht klassiert |                  |
| 1982 | Michel Lateste              | URD C81      | Michel Lateste  | Hubert Striebig  | Ausfall         | Motorschaden     |
| 1983 | Hubert Striebig             | Sthemo SM01  | Noël del Bello  | Hubert Striebig  | Ausfall         | Motorschaden     |
| 1984 | Hubert Striebig             | Sthemo SM C2 | Noël del Bello  | Hubert Striebig  | Ausfall         | Getriebeschaden  |
| 1985 | Automobiles Louis Descartes | ALD 01       | Louis Descartes | Daniel Hubert    | nicht klassiert |                  |
| 1986 | Automobiles Louis Descartes | ALD 02       | Louis Descartes |                  | Ausfall         | Unfall           |
| 1987 | Automobiles Louis Descartes | ALD 03       | Louis Descartes | Dominique Lacaud | Rang 11         |                  |
| 1988 | Automobiles Louis Descartes | ALD 04       | Louis Descartes | Dominique Lacaud | Rang 22         |                  |
| 1990 | Automobiles Louis Descartes | ALD C289     | Gérard Tremblay | François Migault | Ausfall         | Antriebswelle    |
| 1992 | Didier Bonnet Autoracing    | Debora 92    | Gérard Tremblay | Didier Bonnet    | Ausfall         | Kupplungsschaden |

### Einzelergebnisse in der Sportwagen-Weltmeisterschaft
| Saison | Team               | Rennwagen     | 1   | 2   | 3   | 4   | 5   | 6   | 7   | 8   | 9   | 10  | 11  | 12  | 13  | 14  | 15  |
| ------ | ------------------ | ------------- | --- | --- | --- | --- | --- | --- | --- | --- | --- | --- | --- | --- | --- | --- | --- |
| 1981   | Compagnie Primagaz | Lola T298     | DAY | SEB | MUG | MON | RIV | SIL | NÜR | LEM | PER | DAY | WAT | SPA | MOS | ROA | BRH |
| 1981   | Compagnie Primagaz | Lola T298     |     |     |     |     | DNF |     |     |     |     |     |     |     |     |     |     |
| 1982   | Michel Lateste     | URD C81       | MON | SIL | NÜR | LEM | SPA | MUG | FUJ | BRH |     |     |     |     |     |     |     |
| 1982   | Michel Lateste     | URD C81       | DNF |     |     |     |     |     |     |     |     |     |     |     |     |     |     |
| 1983   | Hubert Striebig    | Sthemo SM01   | MON | SIL | NÜR | LEM | SPA | FUJ | KYA |     |     |     |     |     |     |     |     |
| 1983   | Hubert Striebig    | Sthemo SM01   | DNF |     |     |     |     |     |     |     |     |     |     |     |     |     |     |
| 1984   | Hubert Striebig    | Sthemo SMC2   | MON | SIL | LEM | NÜR | BRH | MOS | SPA | IMO | FUJ | KYA | SAN |     |     |     |     |
| 1984   | Hubert Striebig    | Sthemo SMC2   | DNF |     |     |     |     |     |     |     |     |     |     |     |     |     |     |
| 1985   | Louis Descartes    | ALD 01        | MUG | MON | SIL | LEM | HOK | MOS | SPA | BRH | FUJ | SEL |     |     |     |     |     |
| 1985   | Louis Descartes    | ALD 01        |     |     |     | DNF | DNF |     | DNF | 9   |     |     |     |     |     |     |     |
| 1986   | Louis Descartes    | ALD 02        | MON | SIL | LEM | NÜN | BRH | JER | NÜR | SPA | FUJ |     |     |     |     |     |     |
| 1986   | Louis Descartes    | ALD 02        | DNF | 20  | DNF |     | DNF |     | 14  | DNF |     |     |     |     |     |     |     |
| 1987   | Louis Descartes    | ALD 02 ALD 03 | JAR | JER | MON | SIL | LEM | NÜN | BRH | NÜR | SPA | FUJ |     |     |     |     |     |
| 1987   | Louis Descartes    | ALD 02 ALD 03 |     | DNF | DNF |     | 11  |     | DNF | DNF | 18  |     |     |     |     |     |     |
| 1988   | Louis Descartes    | ALD 03 ALD 04 | JER | JAR | MON | SIL | LEM | BRÜ | BRH | NÜR | SPA | FUJ | SAN |     |     |     |     |
| 1988   | Louis Descartes    | ALD 03 ALD 04 |     | DNF | DNF |     | 22  |     |     |     | DNF |     |     |     |     |     |     |
| 1992   | Bonnet Autoracing  | Debora SP92   | MON | SIL | LEM | DON | SUZ | MAG |     |     |     |     |     |     |     |     |     |
| 1992   | Bonnet Autoracing  | Debora SP92   | DNF |     |     |     |     |     |     |     |     |     |     |     |     |     |     |